# Antonio Segura
Antonio Segura Cervera (Valencia, 13 giugno 1947 – Valencia, 31 gennaio 2012) è stato un fumettista spagnolo, fra i più importanti sceneggiatori del suo Paese.

## Vita e opere
Il suo esordio nel mondo del fumetto avviene alla fine degli anni settanta e, nel 1981, crea il suo primo personaggio di successo: Bogey disegnato da Leopoldo Sánchez. In quello stesso anno inizia il suo prolifico sodalizio con il connazionale José Ortiz creando uno dei personaggi di maggior succasso della sua carriera, Hombre, il quale fece la sua prima apparizione su Cimoc. Nel 1984, sempre per la rivista Cimoc crea la serie Sarvan che segna l'inizio della sua collaborazione con il disegnatore Jordi Bernet, con il quale realizzera l'anno seguente Kraken apparsa prima sulla rivista  Metropol e successivamente su Zona 84 e pubblicata in Italia su L'Eternauta.
Negli anni seguenti lavorerà principalmente in coppia con Ortiz dando vita a diverse serie come  Morgan, Jack lo squartatore, Burton & Cyb, Ozono (alcune pubblicate in italia dalla rivista Comic Art).
La collaborazione tra i due proseguirà alla Sergio Bonelli Editore quando, nel 1997, Segura raggiungerà Ortiz sulle pagine di Tex scrivendo il Maxi dal titolo Il cacciatore di fossili. Sempre per lo stesso personaggio scriverà altre sei storie, tutte pubblicate su albi fuori serie, di cui quattro disegnate ancora assieme a Ortiz e due, raccolte in un unico albo (intitolato I due volti della vendetta), realizzate da Miguel Ángel Repetto.
Ancora per la Bonelli scriverà due storie di Magico Vento (pubblicate sugli albi 34 e 81 della serie) e sempre in tandem col collega José Ortiz.
Muore a Valencia il 31 gennaio 2012, all'età di sessantaquattro anni, dopo una lunga malattia.